# Cmentarz Hrnčířski
Cmentarz Hrnčířski (cz. Hrnčířský hřbitov) – cmentarz położony w stolicy Czech w dzielnicy Praga 4 (Hrnčíře-Šeberov) przy zbiegu ulic K Hrnčířům i K Labeškám.

## Historia
Cmentarz został założony 1896, zastąpił on zlikwidowany cmentarz przy kościele świętego Prokopa. Na cmentarzu znajduje się kostnica, wszystkie groby są tradycyjne.